# Pepperdine University Men's Volleyball 2013
Questa voce raccoglie le informazioni riguardanti la Pepperdine University Men's Volleyball nella stagione 2013.

## Stagione
La stagione 2013 è la quattordicesima consecutiva, trentesima in totale, per coach Murv Dunphy alla guida del programma. Lo staff è composto dal David Hunt e J.D. Schleppenbach nel ruolo di assistenti allenatori, il primo al quarto anno col programma, il secondo alla prima stagione coi Wives; Kasey Crider torna nel programma nel ruolo di assistente allenatore.
La rosa dei Wives si accorcia notevolmente rispetto alla stagione precedente: sono ben sette i giocatori che lasciano il programma, tra i quali Matthew Pollock, diventato professionista nella SM-Liiga finlandese col Perungan Pojat, e Ryan Leung, trasferitosi alla University of Hawaii at Manoa; sono solo due invece i nuovi arrivi.
Il campionato inizia il 7 gennaio con la sconfitta nella trasferta contro la University of California, Irvine. Nei tre incontri successivi i Wives collezionano solo vittorie, prima di cedere nei due incontri in trasferta contro la University of Hawaii at Manoa. Dopo due vittorie ed una sconfitta, la squadra sfrutta quasi pienamente il fattore casa e si aggiudica tre gare su quattro. Arriva ancora una vittoria nella trasferta contro la University of the Pacific, mentre arriva una sconfitta al tie break nella trasferta contro la Stanford University. Dopo tre vittorie interne consecutive, arrivano altrettante sconfitte in fila in gare esterne. Gli ultimi quattro incontri di stagione regolare vedono due vittorie e due sconfitte. Il record di vittorie della squadra porta il programma al Torneo MPSF come testa di serie numero 5, tuttavia la stagione si conclude ai quarti di finale contro la University of California, Los Angeles.
Tra i pallavolisti si distinguono particolarmente Matthew West e Maurice Torres, insigniti di due premi individuali ciascuno; tra gli altri solo Joshua Taylor riceve un riconoscimento individuale.

## Organigramma societario
Area direttiva
- Presidente: Steve Potts

Area tecnica
- Allenatore: Murv Dunphy
- Assistente allenatore: David Hunt, J.D. Schleppenbach
- Assistente allenatore volontario: Kasey Crider

## Rosa
| N° | Nome               | Ruolo | Data di nascita | Nazionalità sportiva | Anno      |
| -- | ------------------ | ----- | --------------- | -------------------- | --------- |
| 1  | Matthew West       | P     | 1º ottobre 1993 | Stati Uniti          | Sophomore |
| 3  | Nikola Antonijević | C     | 18 agosto 1993  | Stati Uniti          | Sophomore |
| 4  | J.J. Mosolf        | S/O   |                 | Stati Uniti          | Freshman  |
| 5  | Matthew Tarantino  | C/O   |                 | Stati Uniti          | Sophomore |
| 6  | Kyle Gerrans       | S/L   |                 | Stati Uniti          | Junior    |
| 7  | Kyle Suppes        | C     |                 | Stati Uniti          | Freshman  |
| 9  | Vincent Rios       | L     |                 | Stati Uniti          | Freshman  |
| 10 | Scott Rhein        | S     | 12 giugno 1993  | Stati Uniti          | Sophomore |
| 12 | Maurice Torres     | S/O   | 6 luglio 1991   | Stati Uniti          | Senior    |
| 13 | Parker Kalmbach    | C     |                 | Stati Uniti          | Sophomore |
| 14 | Joshua Taylor      | S     | 28 maggio 1992  | Stati Uniti          | Sophomore |
| 15 | Evan Dean          | C     |                 | Stati Uniti          | Sophomore |
| 16 | Alex Fortna        | P     |                 | Stati Uniti          | Sophomore |
| 17 | Leonardo Granato   | C     |                 | Stati Uniti          | Sophomore |
| 18 | Beau Vandeweghe    | S     |                 | Stati Uniti          | Senior    |
| 19 | James Powers       | C     |                 | Stati Uniti          | Senior    |
| 20 | Ryan Plueger       | L     |                 | Stati Uniti          | Junior    |

## Mercato
| Acquisti | Acquisti     | Acquisti                 | Acquisti   |
| R.       | Nome         | da                       | Modalità   |
| -------- | ------------ | ------------------------ | ---------- |
| C        | Kyle Suppes  | Bellarmine College Prep. | definitivo |
| L        | Vincent Rios | South High School        | definitivo |

| Cessioni | Cessioni        | Cessioni       | Cessioni   |
| R.       | Nome            | a              | Modalità   |
| -------- | --------------- | -------------- | ---------- |
| L        | Mike McMahon    | -              | ritirato   |
| C        | Matthew Pollock | Perungan Pojat | definitivo |
| C        | Joel Lopata     | -              | ritirato   |
| S/O      | Ryan Leung      | Hawaii         | definitivo |
| P        | Doug Astor      | -              | ritirato   |
| S        | Chase Ross      | -              | ritirato   |
| L        | Ng Brandt       | -              | ritirato   |

## Risultati

### Division I NCAA

#### Regular season

##### Girone
| 7 gennaio 2013 Bren Center, Irvine            | UC Irvine           | 3 - 0 | Pepperdine          | 25-22, 25-20, 25-21               |
| 12 gennaio 2013 RIMAC Arena, La Jolla         | UC San Diego        | 0 - 3 | Pepperdine          | 13-25, 13-25, 15-25               |
| 18 gennaio 2013 Firestone Fieldhouse, Malibù  | Pepperdine          | 3 - 0 | Pacific             | 25-19, 25-19, 25-15               |
| 20 gennaio 2013 Firestone Fieldhouse, Malibù  | Pepperdine          | 3 - 1 | Stanford            | 25-22, 23-25, 25-16, 25-23        |
| 25 gennaio 2013 Stan Sheriff Center, Honolulu | Hawaii              | 3 - 2 | Pepperdine          | 19-25, 25-18, 22-25, 25-21, 15-11 |
| 27 gennaio 2013 Stan Sheriff Center, Honolulu | Hawaii              | 3 - 0 | Pepperdine          | 25-21, 25-22, 25-16               |
| 1º febbraio 2013 Firestone Fieldhouse, Malibù | Pepperdine          | 3 - 1 | Southern California | 25-23, 25-18, 25-27, 25-22        |
| 6 febbraio 2013 Walter Pyramid, Long Beach    | CSU Long Beach      | 0 - 3 | Pepperdine          | 22-25, 24-26, 21-25               |
| 8 febbraio 2013 The Matadome, Los Angeles     | CSU Northridge      | 3 - 2 | Pepperdine          | 16-25, 25-22, 25-20, 27-29, 15-13 |
| 13 febbraio 2013 Firestone Fieldhouse, Malibù | Pepperdine          | 3 - 1 | California Baptist  | 25-18, 25-20, 20-25, 25-23        |
| 15 febbraio 2013 Firestone Fieldhouse, Malibù | Pepperdine          | 3 - 2 | Brigham Young       | 25-13, 25-22, 23-25, 22-25, 15-9  |
| 19 febbraio 2013 Firestone Fieldhouse, Malibù | Pepperdine          | 3 - 0 | UC Santa Barbara    | 25-17, 25-22, 25-20               |
| 23 febbraio 2013 Firestone Fieldhouse, Malibù | Pepperdine          | 0 - 3 | UC Los Angeles      | 18-25, 17-25, 18-25               |
| 1º marzo 2013 Alex G. Spanos Center, Stockton | Pacific             | 1 - 3 | Pepperdine          | 20-25, 25-18, 28-30, 16-25        |
| 2 marzo 2013 Maples Pavilion, Stanford        | Stanford            | 3 - 2 | Pepperdine          | 25-17, 20-25, 25-22, 23-25, 15-13 |
| 8 marzo 2013 Firestone Fieldhouse, Malibù     | Pepperdine          | 3 - 0 | Hope International  | 25-18, 25-16, 25-13               |
| 12 marzo 2013 Firestone Fieldhouse, Malibù    | Pepperdine          | 3 - 1 | UC Irvine           | 26-28, 25-23, 26-24, 25-20        |
| 15 marzo 2013 Firestone Fieldhouse, Malibù    | Pepperdine          | 3 - 0 | UC San Diego        | 25-17, 25-21, 25-18               |
| 21 marzo 2013 Lyon Center, Los Angeles        | Southern California | 3 - 1 | Pepperdine          | 19-25, 25-19, 27-25, 25-18        |
| 28 marzo 2013 Smith Fieldhouse, Provo         | Brigham Young       | 3 - 1 | Pepperdine          | 25-15, 23-25, 25-23, 25-18        |
| 30 marzo 2013 Van Dyne Gym, Riverside         | California Baptist  | 3 - 1 | Pepperdine          | 27-29, 25-23, 25-19, 25-21        |
| 4 aprile 2013 Firestone Fieldhouse, Malibù    | Pepperdine          | 3 - 2 | CSU Northridge      | 22-25, 25-23, 17-25, 25-18, 15-11 |
| 6 aprile 2013 Firestone Fieldhouse, Malibù    | Pepperdine          | 2 - 3 | CSU Long Beach      | 25-20, 25-21, 14-25, 22-25, 11-15 |
| 10 aprile 2013 Pauley Pavilion, Los Angeles   | UC Los Angeles      | 3 - 0 | Pepperdine          | 25-22, 25-20, 25-23               |
| 12 aprile 2013 Rob Gym, Santa Barbara         | UC Santa Barbara    | 1 - 3 | Pepperdine          | 25-20, 21-25, 21-25, 23-25        |

##### Torneo MPSF
| 20 aprile 2013 - Quarti di finale Wooden Center, Los Angeles | UC Los Angeles #4 | 3 - 0 | Pepperdine #5 | 25-19, 25-18, 25-18 |

## Statistiche

### Statistiche di squadra
| Competizione    | Punti | In casa | In casa | In casa | In trasferta | In trasferta | In trasferta | Campo neutro | Campo neutro | Campo neutro | Totale | Totale | Totale |
| Competizione    | Punti | G       | V       | P       | G            | V            | P            | G            | V            | P            | G      | V      | P      |
| --------------- | ----- | ------- | ------- | ------- | ------------ | ------------ | ------------ | ------------ | ------------ | ------------ | ------ | ------ | ------ |
| NCAA Division I | .538  | 12      | 10      | 2       | 14           | 4            | 10           | 0            | 0            | 0            | 26     | 14     | 12     |
| Totale          | .538  | 12      | 10      | 2       | 14           | 4            | 10           | 0            | 0            | 0            | 26     | 14     | 12     |

G = partite giocate; V = partite vinte; P = partite perse

### Statistiche dei giocatori
| Giocatore      | Division I NCAA | Division I NCAA | Division I NCAA | Division I NCAA | Division I NCAA | Totale | Totale | Totale | Totale | Totale |
| Giocatore      | P               | PT              | AV              | MV              | BV              | P      | PT     | AV     | MV     | BV     |
| -------------- | --------------- | --------------- | --------------- | --------------- | --------------- | ------ | ------ | ------ | ------ | ------ |
| N. Antonijević | 22              | 170             | 81              | 83              | 6               | 22     | 170    | 81     | 83     | 6      |
| E. Dean        | 8               | 0               | 0               | 0               | 0               | 8      | 0      | 0      | 0      | 0      |
| A. Fortna      | 0               | 0               | 0               | 0               | 0               | 0      | 0      | 0      | 0      | 0      |
| K. Gerrans     | 10              | 105             | 78              | 21              | 6               | 10     | 105    | 78     | 21     | 6      |
| L. Granato     | 5               | 71              | 39              | 31              | 1               | 5      | 71     | 39     | 31     | 1      |
| P. Kalmbach    | 26              | 299             | 173             | 121             | 5               | 26     | 299    | 173    | 121    | 5      |
| J.J. Mosolf    | 6               | 4               | 3               | 1               | 0               | 6      | 4      | 3      | 1      | 0      |
| R. Plueger     | 26              | 1               | 1               | 0               | 0               | 26     | 1      | 1      | 0      | 0      |
| J. Powers      | 1               | 0               | 0               | 0               | 0               | 1      | 0      | 0      | 0      | 0      |
| S. Rhein       | 24              | 146             | 106             | 30              | 10              | 24     | 146    | 106    | 30     | 10     |
| V. Rios        | 0               | 0               | 0               | 0               | 0               | 0      | 0      | 0      | 0      | 0      |
| K. Suppes      | 3               | 2               | 1               | 1               | 0               | 3      | 2      | 1      | 1      | 0      |
| J. Taylor      | 26              | 379             | 305             | 58              | 16              | 26     | 379    | 305    | 58     | 16     |
| M. Torres      | 26              | 535             | 417             | 82              | 36              | 26     | 535    | 417    | 82     | 36     |
| B. Vandeweghe  | 17              | 46              | 37              | 6               | 3               | 17     | 46     | 37     | 6      | 3      |
| M. West        | 26              | 119             | 28              | 67              | 24              | 26     | 119    | 28     | 67     | 24     |

P = presenze; PT = punti totali; AV = attacchi vincenti; MV = muri vincenti; BV = battute vincenti

## Premi individuali
- Matthew West:

AVCA Division I NCAA All-America First Team
All-MPSF First Team
- Maurice Torres:

AVCA Division I NCAA All-America Second Team
All-MPSF First Team
- Joshua Taylor:

All-MPSF Second Team